# عبد العزيز فاضل
عبد العزيز فاضل لاعب كرة قدم كويتي سابق.